# Citroën Junior Team
Het Citroën Junior Team is het tweede fabrieksteam van Citroën in het Wereldkampioenschap Rally. Het team werd in 2009 opgericht, nadat Subaru en Suzuki zich terugtrokken uit het kampioenschap. De "grote broer" van dit team is het Citroën World Rally Team.

## Rijders
Het team heeft de volgende coureurs in dienst gehad;
- Jevgeni Novikov (2009)
- Conrad Rautenbach (2009)
- Chris Atkinson (2009) (1 rally)
- Petter Solberg (2009) (1 rally)
- Sébastien Ogier (2009-2010)
- Kimi Räikkönen (2010)